# Momo (película)
Momo es una adaptación cinematográfica italo-alemana de 1986 de la novela homónima de Michael Ende.

## Argumento
La historia comienza presentándonos a Momo, una niña que vive en el extrarradio idealizado de una ciudad anónima italiana. A pesar de las aparentes penurias que allí pasan, todos están sumidos en un estado constante de felicidad, charlando o realizando alguna labor, como si de un pequeño y familiar pueblo se tratara y no una zona deprimida. No hay quien no salude a la niña al verla pasar, como si fuera una celebridad. 
Las ruinas de un anfiteatro son el centro neurálgico de este ficticio pueblecito. Allí acuden todos a pasar el tiempo y es el lugar donde vive Momo. Por las tardes los niños acuden en masa en busca de Momo que se inventa juegos divertidos.
Momo, además, tiene una capacidad extraordinaria para escuchar a los demás y arregla cualquier disputa o discusión, siempre satisfaciendo a todos.
Un día Momo se percata que algo raro pasa. Cada vez son más los que ya no se paran a hablar con nadie y van con prisas a todos lados y progresivamente el anfiteatro se va quedando vacío. Decide investigar internándose en la ciudad y descubre a los misteriosos Hombres Grises; hombres con sombreros y trajes grises que no paran de fumar y que ofrecen a la gente contratos para ahorrar tiempo. En realidad, lo que los Hombres Grises están haciendo es robarles el tiempo a sus clientes para guardarlo en el Banco del Tiempo y consumirlo solo ellos. 
Momo se da cuenta de que los Hombres Grises la perciben de alguna manera y decide volver al anfiteatro. Allí aparece una tortuga de unos veinte centímetros de largo en cuyo caparazón aparecen y desaparecen frases. Mediante ellas, la tortuga se presenta como Casiopea e insta a Momo a seguirla puesto que corre peligro. Justo entonces llegan los Hombres Grises y Momo comienza a correr pero los Hombres Grises, de manera inexplicable, avanzan mucho más rápido simplemente andando. Casiopea le dice a Momo que para escapar de los Hombres Grises tiene que ser más lenta que ellos, al mismo ritmo que ella. Momo comienza a andar lentamente y ella y Casiopea logran alejarse a gran velocidad.
Llegan a la casa del Maestro Hora, dueño de Casiopea y encargado de administrar el tiempo a los hombres, que le advierte de que los Hombres Grises pretenden volver a todos como ellos, haciendo que la gente centre su tiempo en lo esencial y cosas como el arte, el entretenimiento e incluso los colores desaparezcan. Solo ella puede detenerlos y los Hombres Grises lo saben y ya la persiguen, por lo que no le queda más remedio que enfrentarse a ellos.
Mientras hablaban, los Hombres Grises han rodeado la casa del Maestro Hora y éste detiene el tiempo para que así huyan al Banco del Tiempo a por más. Momo y Casiopea aprovechan para seguirlos ya que desconocen la ubicación del Banco del Tiempo y planean abrirlo para liberar el tiempo de todos.
Logran su objetivo con relativa facilidad y al liberar todo el tiempo, los Hombres Grises desaparecen al quedarse sin nada. Todo vuelve a la normalidad. La gente vuelve a estar siempre en las calles y en el anfiteatro, charlando unos con otros y los niños vuelven a jugar con Momo.

## Reparto
| Actor               | Personaje                  |
| ------------------- | -------------------------- |
| Radost Bokel        | Momo                       |
| Leopoldo Trieste    | Beppo                      |
| Mario Adorf         | Nicola                     |
| John Huston         | Maestro Hora               |
| Armin Mueller-Stahl | Jefe de los Hombres Grises |
| Sylvester Groth     | Agente BLW-553-X           |

## Curiosidades
En la novela, el narrador explica que la historia de Momo se la contó un desconocido en un tren. En la película, el Maestro Hora le cuenta a un hombre en un tren todo sobre Momo y este hombre es interpretado por el propio Michael Ende.